# Willehad Paul Eckert
Willehad Paul Eckert OP (* 21. Januar 1926 in Köln; † 18. Januar 2005 in Düsseldorf) war ein deutscher römisch-katholischer Priester und Theologe.

## Leben
Nach dem Reifezeugnis 1944 und kurzem Wehrdienst studierte Willehad P. Eckert Germanistik in Köln. Am 5. August 1945 wurde er in Walberberg eingekleidet und erhielt den Namen Willehad Maria. Nach dem Noviziat und dem Studien in Walberberg wurde er zur Promotion nach München geschickt. Dort wurde er Mitglied der katholischen Studentenverbindung Trifels im CV. Von 1956 bis zur Stilllegung der Hochschule 1974 lehrte er als Dozent für Philosophiegeschichte an der Ordenshochschule in Walberberg. In diese Zeit fallen eine Reihe von wichtigen Veröffentlichungen. Ab 1977 war er Lehrbeauftragter für Kirchengeschichte an der Universität Köln. Seit 1984 lebte er im Düsseldorfer Konvent.

## Schriften (Auswahl)
- als Herausgeber mit Paul Wilpert: Antike und Orient im Mittelalter. Vorträge der Kölner Mediaevistentagungen 1956–1959 (= Miscellanea Mediaevalia, Band 1). de Gruyter, Berlin 1962.
- Erasmus von Rotterdam. Werk und Wirkung. 2 Bände. Wienand-Verlag, Köln 1967.
- als Herausgeber: Thomas von Aquino. Interpretation und Rezeption. Studien und Texte. Matthias-Grünewald-Verlag, Mainz 1974, ISBN 3-7867-0485-6.
- als Herausgeber mit Gerd Heinz-Mohr: Das Werk des Nicolaus Cusanus. Eine bibliophile Einführung. Köln 1975, ISBN 3-87909-014-9.
- mit Christoph von Imhoff: Willibald Pirckheimer, Dürers Freund, im Spiegel seines Lebens, seiner Werke und seiner Umwelt. Köln 1982, ISBN 3-87909-109-9.
- Der Niederrhein. Das Land und seine Städte, Burgen und Kirchen. Köln 1985, ISBN 3-7701-1085-4.
- Kölner Stadtführer. Wege zur Kunst, Kultur und Geschichte. Köln 1990, ISBN 3-87909-183-8.